# ガブリエル・ハッパルト
ガブリエル・ハッパルト（Gabriel Happart、生年不明 - 1657年）は、オランダ東インド会社の社員で第22代のオランダ商館長。主にオランダ領台湾で活動した。 

## 略歴
兄弟であるギリスとヨハン（いとこの可能性もあり）は台湾で牧師を務めていた。ギリスは現地語にも通じていた。彼らはアウデナールデの牧師であったガブリエル・ハッパルトの孫であると思われる。父のアブラハム・ハッパルトはビーツリング（Biezelinge）の市長であった。 
1651年にバタヴィアで倉庫の職を得た。1653年には出島のオランダ商館の商館長に任じられた。1655年からはインド評議会の書記を務めた。1657年5月23日にバタヴィアで死亡した。

## 参考資料
Wijnaendts van Resandt (1944) De gezaghebbers der Oost-Indische Compagnie op hare buiten-comptoiren in Azië, p. 142.
| 先代 フレデリック・コイエット | オランダ商館長（第22代） 1653年11月4日 - 1654年10月31日 | 次代 レオナルド・ウインニンクス |